# The New Adventures of J. Rufus Wallingford
The New Adventures of J. Rufus Wallingford é um curta-metragem mudo norte-americano de 1915, do gênero comédia, estrelado por Oliver Hardy.

## Elenco
- Burr McIntosh - J. Rufus 'Jim Wallingford
- Max Figman - Blackie Daw
- Lolita Robertson - Violet Warden
- Frances White - Fanny Warden
- Edward O'Connor - Onion Jones
- Harry Mainhall - Benzy Falls Jr.
- Allan Murnane - Andre Perigourd
- Oliver Hardy (como O.N. Hardy)
- Harry Robinson
- Dick Bennard
- F.W. Stewart
- Violet Palmer
- Malcolm Head
- Frederic De Belleville - Jim Wallingford
- Joseph Urband